# Filz von Reiterdank

Filz von Reiterdank is de naam van een Nederlands, oorspronkelijk uit het huidige Slovenië in het toenmalige Oostenrijk-Hongarije afkomstig, geslacht waarvan een lid in 1879 in de Oostenrijkse adel werd opgenomen en een afstammeling in 1984 werd ingelijfd in de Nederlandse adel.

## Geschiedenis
De stamreeks begint met Georg Filz, geboren omstreeks 1688 en overleden in Jablane (Slovenië) in 1728. Een rechtstreekse nakomeling van hem was Friedrich (1826-1914), generaal-majoor artillerie die op 7 augustus 1879 door Frans Jozef I van Oostenrijk in de Oostenrijkse adel werd verheven met de titel Edler von Reiterdank. Zijn achterkleinzoon werd op 4 mei 1984 ingelijfd in de Nederlandse adel waardoor hij en zijn nakomelingen het predicaat jonkheer en jonkvrouw verkregen.

## Enkele telgen
Friedrich Filz Edler von Reiterdank (1826-1914), generaal-majoor artillerie, in 1879 verheven in de Oostenrijkse adel
- Alfred Franz Filz Edler von Reiterdank (1870-1960), generaal-majoor artillerie
  - dr. Erich Alfred Filz Edler von Reiterdank (1902-1973), ambassadeur van Oostenrijk in Nederland, commandeur in de Orde van de Nederlandse Leeuw; trouwde in 1955 de Nederlandse Marie-Liliane I.J.J.E.E. Waller (1933-2011), welke laatste na echtscheiding in 1966 hertrouwde met jhr. Frederik Willem Edzard Groeninx van Zoelen (1924-2010), heer van Ridderkerk
    - jhr. mr. Alfred Adrian Maurits Adolph Filz von Reiterdank (1956); trouwde in 1991 met L.M.F. barones de Vos van Steenwijk, dochter van Godert Willem de Vos van Steenwijk (1934).[1]